# Exacum humbertii
Exacum humbertii är en gentianaväxtart som beskrevs av J. Klackenberg. Exacum humbertii ingår i släktet Exacum och familjen gentianaväxter. Inga underarter finns listade i Catalogue of Life.